# Jaén, Peru
Jaén este un oraș care este capitala provinciei Jaén în regiunea Cajamarca din Peru, situată în jungla înaltă din nordul Peruului. Este sediul Vicariatului apostolic catolic al Sfântului Francisc Xavier, cunoscut și sub numele de Vicariat apostolic din Jaén en Peru.

## Climatul
Jaen are un climat cald, pe tot parcursul anului. Este unul dintre cele mai calde orașe din Peru, dar are dușuri dese și răcoritoare.

## Cultura
Jaén este, de asemenea, cunoscut sub numele de Țara Bracamorosului Viteaz. Putem vedea dovezi ale culturii lor în muzeul Hermogenes Mejía Solf situat în același oraș.

## Istoria

### Primii locuitori
originea orașului datează din perioada Orizontului târziu, între 1.000 și 1.500 î.e.n., așezările mai mari au fost localizate în văile actualelor provincii Jaén, Bagua și San Ignacio.
În valea Jaénului se află marele sit arheologic Montegrande, cu prezența movilelor și stilurilor de ceramică din culturile pre-Chavin și Turuco, imensul cimitir precolombian situat în Bellavista, Ingatambo din Pomahuaca. Site-uri similare sunt situate în văile Chamaya, Shumba, Tabaconas, Chinchipe și Utcubamba.
În 2010, două complexe antice piramidale au fost descoperite în apropierea orașului Jaen. Cea mai mare movilă, de peste un acru la baza sa, a fost găsită de arheologul peruvian, Quirino Olivera. El a găsit dovezi ale unor construcții masive de piatră. Pereții aveau o grosime de până la trei metri. De asemenea, a găsit rampe și alte construcții care se întindeau înapoi până la cel puțin 800 î.Hr., sau poate 2.000 î.Hr.
Săpăturile au fost efectuate în cadrul unui program comun între Peru și Ecuador, care investighează bazinele râurilor Mayo, Chinchipe, Marañón, Utcubamba și Puyango-Tumbes.
Arhitectura ceremonială timpurie care datează de la 800-100 î.C. a fost descoperit și în Ceja de Selva. Aceasta a fost la Huayurco, regiunea Jaén și a fost studiată de arheologul Ryan Clasby.

### Perioada pre-inca
în aceste abundente țări din nord-estul Peru, cultura Jivaro, a cărei etnie aparținea Huánbucos și Patagonienilor, au înflorit. S-au stabilit în Valea Chuquimayo, Chinchipe.
Incașii au încercat să-i aducă pe Jivaro sub influența lor, dar au fost învinși. Incașii au numit-o pe Jivaro „Pakamoros” sau „Bracamoros” din cuvintele Quechua „paka”, adică „roșu” și „muro” care înseamnă „pictat”. Aceasta se referea la obiceiul Jivaro de a le picta fața și pieptul cu vopseaua roșie a semințelor de annatto, pentru ceremonii și bătălie.

### Imperiul Inca
Cronicarul Pedro Cieza de León spune că regele incaș Huayna Capac a încercat să cucerească Bracamoros (indieni), așa cum îi numeau Jivaros, dar a fost învins și a fugit. Istoricul Cabello de Balboa susține că Huáscar sau mai degrabă fratele său Huanca Auqui, invidiat succesul lui Atahualpa la Quijos, l-a trimis pe Pakamuros împotriva a două expediții.
Jijón și Caamaño (istorici) îi descriu pe Bracamoros (sau Pakamuros) ca indieni Jivaro cu caracteristici fizice puternice și cu un spirit independent, războinic și întreprinzător. Au fost o preocupare majoră pentru incași, care au încercat în repetate rânduri - dar nu au reușit - să-i supună. În schimb, prin mijloace pașnice, ei au exercitat o influență notabilă prin actuala provincie Jaén și restul regiunii de nord-est.